# Куйте (Параиба)
Куйте (порт. Cuité) — муниципалитет в Бразилии, входит в штат Параиба. Составная часть мезорегиона Сельскохозяйственный район штата Параиба. Входит в экономико-статистический микрорегион Куриматау-Осидентал. Население составляет 19 343 человека на 2006 год. Занимает площадь 735,334 км². Плотность населения — 26,3 чел./км².

## История
Город основан в 1704 году.

## Статистика
- Валовой внутренний продукт на 2003 год составляет 34 513 960,00 реалов (данные: Бразильский институт географии и статистики).
- Валовой внутренний продукт на душу населения на 2003 год составляет 1759,21 реалов (данные: Бразильский институт географии и статистики).
- Индекс развития человеческого потенциала на 2000 год составляет 0,588 (данные: Программа развития ООН).

## География
Климат местности: сухой жаркий.